# ستارانتسانو
ستارانتسانو (فريوليان وبيسيكو: Staranzan ؛ (بالسلوفينية: Štarancan)‏ هيبلدية في مقاطعة غوريزيا في منطقة فريولي فينيتسيا جوليا الإيطالية، وتقع على بعد قرابة 30 كيلومتر (19 ميل) شمال غرب ترييستي و15 كيلومتر (9 ميل) جنوب غرب غوريزيا. في 31 ديسمبر 2004، كان عدد سكانها 6812 نسمة وتبلغ مساحتها 18.7 كيلومتر مربع (7.2 ميل2).
تقع ستارانتسانو على حدود البلديات التالية: غرادو ومنغاكونة ورونشي دي ليجونياري وسان كانزيان ديسونزو.

## روابط خارجية
- www.comunedistaranzano.it/